# 徐媛媛
徐媛媛（1981年3月8日—），安徽合肥人，中国国际象棋棋手、女子特级大师。
徐媛媛先后于1995年、1997年夺得世国国际象棋女子14岁组、16岁组冠军，2000年又获世界青年女子冠军。2003年，在全国国际象棋锦标赛中夺冠。此外，她还曾获得过德国国际象棋公开赛女子冠军、格罗宁根国际象棋公开赛亚军等。2008年退役。
徐媛媛之女鹿妙夷亦为一名国际象棋棋手。